# 仝广成
仝广成（1953年—），汉族，中华人民共和国政治人物、第十一届全国政协委员。
加入中国共产党，担任全国政协副秘书长、机关党组副书记。2008年，当选第十一届全国政协委员，代表中国共产党，分入第一组。